# Марина ди Манкаверза-Ђанели (Лече)
Марина ди Манкаверза-Ђанели (итал. Marina di Mancaversa-Giannelli) је насеље у Италији у округу Лече, региону Апулија.
Према процени из 2011. у насељу је живело 595 становника. Насеље се налази на надморској висини од 9 м.